# Sotkronad trögfågel
Sotkronad trögfågel (Bucco noanamae) är en fågel i familjen trögfåglar inom ordningen jakamar- och trögfåglar.

## Utbredning och systematik
Fågeln förekommer i kustnära områden i västra Colombia (Urabá till Río San Juan). Den behandlas som monotypisk, det vill säga att den inte delas in i några underarter.

## Status
IUCN kategoriserar arten som nära hotad.